# Ileana Cosânzeana

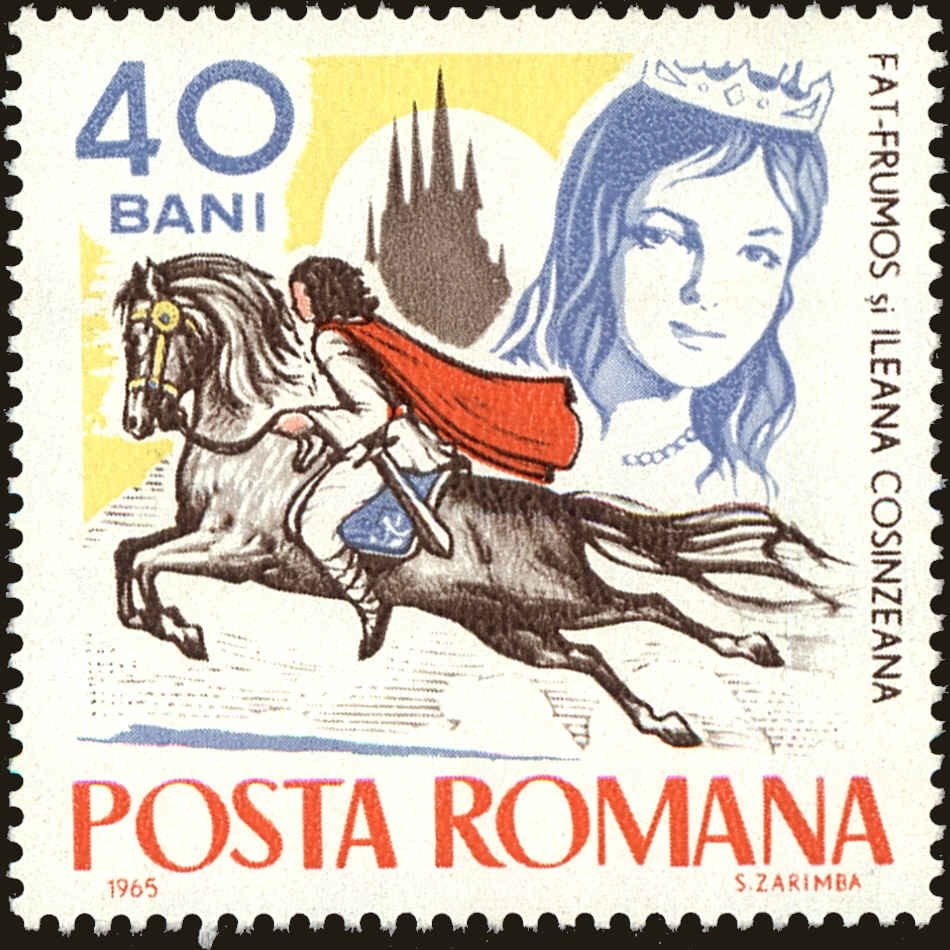
Timbre-poste roumain de 1965.

Ileana Cosânzeana est une figure de la mythologie roumaine. Elle est représentée sous les traits d'une belle princesse au bon cœur ou en tant que fille d'empereur, ou bien décrite comme une fée aux pouvoirs immenses.

## Dénominations
Selon l'universitaire Nina Cuciuc, son nom peut également se traduire ou s'orthographier ainsi : Cosînzeana, Cosenzeana, Sânziana, Sînziana, Ileana Kossinzana, Hélène Cossinzana et Ileana Cosînzeana Sora Soarelui (Sœur du Soleil). Il arrive qu'elle soit qualifiée de reine des fleurs.
Selon Adela Ileana Draucean, le prénom Ileana dérive d'Elena, et le nom de Cosânzeana est lié à sânziană, une fête roumaine et un autre terme pour désigner les fées dans la mythologie roumaine,.
Le folkloriste Lazar Sainéan traduit son nom en français par Hélène aux cheveux d'or.
Le linguiste roumain Sorin Paliga énumère également plusieurs noms alternatifs pour le même personnage : Ileana Simziana, Floarea Florilor (Fleur des fleurs), Frumoasa lumii (Beauté du monde) ; Zâna dobrozâna (zânǎ, du latin Diana, signifiant fée, et, selon lui, le mot slave dobr « bien »). On l'appelle parfois Rora et Rozuna qui, selon Paliga, contient le mot rosée, la reliant -- toujours selon Paliga -- à une divinité de l'aube et de la végétation. Une autre théorie propose une origine partielle du latin tardif Constantiana, peut-être influencée par la prononciation grecque *Cosandiana . Cela peut être dû à une association avec Sainte-Hélène, mère de l'empereur Constantin le Grand, plus tard influencée par sânziană et associée aux fées.

## Figure du folklore
Dans le folklore roumain, Ileana est le concept originel de la beauté féminine, la plus belle des fées : ses yeux ressemblent au soleil, son corps à la mer et ses vêtements sont faits de fleurs. Des perles et de l'or coulent de sa bouche quand elle chante. On dit également qu'elle utilise son pouvoir de magie blanche pour guérir ou ressusciter. Ileana Cosânzeana incarne l'imagination la plus poétique du génie roumain. Elle personnifie la beauté, la jeunesse et l'âme angélique, en un mot la perfection de l'humanité. C'est un personnage mythique aux pouvoirs surnaturels et aux traits symboliques. Ileana Cosânzeana réussit à vaincre les forces du mal car elle est très courageuse, intelligente, modeste et appliquée.

### Ileana, personnification lunaire

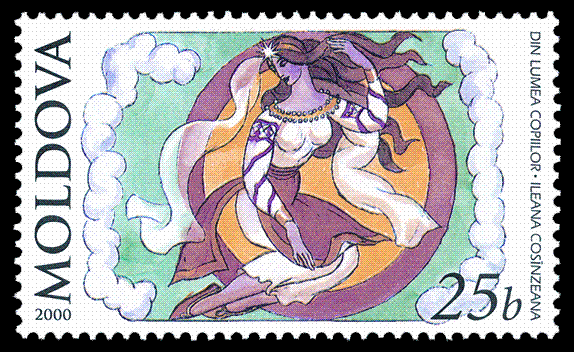
Timbre-poste moldave (année 2000)

Ileana Cosânzeana est la fille aux cheveux d'or et aux yeux d'azur" et, selon le professeur Adela Ileana, représente le pendant féminin de l'archétype masculin solaire incarné par le prince charmant : Făt Frumos. D'autre part, l'universitaire Simona Galatchi plaide pour un aspect lunaire d'Ileana Cosânzeana, également en raison de sa possible étymologie qui la relie à la déesse romaine Diane.
La lune aurait également été vénérée sous le nom d'Ileana Sanziana. Le folkloriste roumain Marcu Beza a déclaré que la lune apparaît comme la sœur du soleil dans un chant de Noël roumain populaire (Colindă), ainsi que dans une ballade de Transylvanie.
Dans une légende recueillie par Tereza Stratilesco[Qui ?], le soleil veut se marier, mais ne trouve pas d'épouse convenable. Il aperçoit un groupe de neuf jeunes filles, dont Ileana Simziana, la sœur du soleil. Elle tente de le dissuader d'épouser sa propre sœur en lui imposant des tâches difficiles. Pendant ce temps, Ileana se bénit du signe de la croix et plonge dans la mer, devenant un barbeau. Le soleil ordonne aux pêcheurs d'attraper sa sœur, mais ils ne trouvent que le poisson. Les saints ont pitié d'elle, l'enlèvent de la mer et voient Adam et Eve, qui la polissent et la nomment Luna. Dieu la définit comme la contrepartie du soleil,.
Marcu Beza donne également le récit d'une version de l'histoire recueillie par son collègue folkloriste Gheorghe Dem. Teodorescu, où la lune tente de faire obstruction au mariage en demandant au soleil de créer un pont de fer sur la mer Noire et une échelle vers le ciel.

### Personnages analogues
Le folkloriste roumain Lazare Sainéan compare la roumaine Ileana Cosânzeana à l'Albanaise Bukura e dheut (Beauté de la Terre) et à la Hongroise Tündér Ilona (Fée Elena).

## Personnage de contes bivalent
Les contes roumains s'articulent principalement autour d'un des deux aspects d'Ileana Cosânzeana ; soit féerique, soir humain. Dans les récits la présentant comme un être surnaturel, Ileana Cosânzeana est la fée des fleurs printanières, celle qui donne à chaque fleur son parfum, ou le retire. C'est une figure aimée des êtres de la nature ; des elfes, des fleurs et même du vent, qui ne parvient toutefois jamais à la rattraper. 
Être humain, Ileana est une belle princesse enlevée par le Zmeu (être fantastique apparenté au dragon), qui l'enferme dans son château en attendant qu'elle cède à sa demande en mariage. Elle est sauvée par Făt-Frumos, figure du prince charmant. Făt-Frumos est mis à l'épreuve de nombreuses fois alors qu'il accourt vers Ileana Cosânzeana. Enfin, il combat le Zmeu, le vainc et libère Ileana Cosânzeana. Puis, en conclusion, pour paraphraser la formule consacrée, ils se marient et ont beaucoup d'enfants.
Ileana Cosânzeana entre parfois en interaction avec un frère aîné, remplissant le rôle de deus ex machina et dénommé Verea Viteazul.
Le conte intitulé Ileana Cosânzeana, din cosita floarea-i canta, noua imparatii asculta (« Ileana Cosânzeana, la fleur qu'elle a dans ses cheveux tressés chante et neuf royaumes écoutent ») associe la princesse Ileana Cosânzeana à la musique issue d'une fleur magique qui produit des chants célestes.

### Personnages assimilés
Une autre jeune fée portant le même nom existe dans le folklore roumain : Iana Sanziana. Selon Adela Ileana, elles ne peuvent pas être confondues l'une avec l'autre, malgré quelques similitudes : toutes deux sont bien des fées, mais Iana est un personnage céleste ou astral, tandis qu'Ileana Cosânzeana est une humaine, chthonienne. Iana montre également des traits de caractère solaire, étant la sœur du soleil.